# Alpha Oumar Konaré
Alpha Oumar Konaré (Kayes, 2 febbraio 1946) è un politico maliano.
È stato Presidente del Mali per dieci anni, dal giugno 1992 al giugno 2002.
Dal settembre 2003 al febbraio 2008 è stato Presidente della Commissione dell'Unione africana. In questo incarico è stato preceduto da Amara Essy, mentre è stato seguito da Jean Ping.
Inoltre dal 1999 al dicembre 2001 è stato Presidente della Comunità economica degli Stati dell'Africa occidentale. In questo ruolo ha preso il posto di Gnassingbé Eyadéma ed è stato succeduto da Abdoulaye Wade.
Nel settembre 2021, Alpha Oumar Konaré, è stato ricoverato d'urgenza in Marocco presso l'ospedale Cheikh Zaid di Rabat.